# Diego Fanin
Diego Fanin (Soave, 18 maggio 1925 – 21 febbraio 2009) è stato un calciatore italiano, di ruolo centrocampista.

## Carriera
Debutta in Serie B con il Verona nella stagione 1946-1947, disputando sei campionati in gialloblu per un totale di 154 presenze.
Nel 1952 passa al Marzotto Valdagno, totalizzando altre 37 presenze in Serie B.
Dal 1954 al 1958 è infine alla Salernitana, dove gioca due campionati di Serie B ed altri due di Serie C.